# Himmelstadt
Himmelstadt település Németországban, azon belül Bajorországban. Lakosainak száma 1560 fő (2023. december 31.). Himmelstadt Karlstadt és Zellingen községekkel határos.

## Népesség
A település népessége az elmúlt években az alábbi módon változott:
| Lakosok száma | 827  | 1230 | 1409 | 1558 | 1639 | 1597 | 1562 | 1564 | 1564 | 1560 |
|               | 1875 | 1950 | 1975 | 1987 | 2012 | 2014 | 2016 | 2017 | 2021 | 2023 |